# Jota Telescopii
Jota Telescopii (ι   Telescopii, förkortat Jota Tel, ι   Tel) som är stjärnans Bayerbeteckning, är en ensam stjärna belägen i den mellersta delen av stjärnbilden Kikaren. Den har en skenbar magnitud på 4,89 och är synlig för blotta ögat där ljusföroreningar ej förekommer. Baserat på parallaxmätning inom Hipparcosuppdraget på ca 8,8 mas, beräknas den befinna sig på ett avstånd på ca 370 ljusår (ca 114 parsek) från solen.

## Egenskaper
Jota Telescopii är en orange jättestjärna av spektralklass K0 III. Den har en radie som är ca 17 gånger större än solens och utsänder från dess fotosfär ca 164 gånger mera energi än solen vid en effektiv temperatur på ca 4 850 K.